# Lions tchèques
 (avril 2022).
Si vous disposez d'ouvrages ou d'articles de référence ou si vous connaissez des sites web de qualité traitant du thème abordé ici, merci de compléter l'article en donnant les références utiles à sa vérifiabilité et en les liant à la section « Notes et références ».
Pour les articles homonymes, voir Lion (homonymie).
Les Lions tchèques (Czech Lion Awards) (Český lev en tchèque) sont des prix de cinéma annuels qui récompensent les réalisations cinématographiques et télévisuelles, créé en 1993, par la Vachler Art Company[réf. souhaitée]. Il s'agit de la plus haute distinction cinématographique décernée en République tchèque. Le jury est composé de membres de l'Académie tchèque du cinéma et de la télévision (ČFTA). Cette récompense prend la forme d'une statuette de lion, symbole tchèque.
Les films éligibles doivent être sortis au cours de l'année précédant la cérémonie de remise des prix.

## Catégories de récompense
- Meilleur film
- Meilleur réalisateur
- Meilleur scénario
- Meilleure caméra
- Meilleure musique
- Meilleur son
- Meilleur premier rôle masculin
- Meilleur premier rôle féminin
- Meilleur rôle secondaire masculin
- Meilleur rôle secondaire féminin
- Meilleur apport artistique au cinéma tchèque
- Le film le plus populaire
- Meilleur documentaire
- Meilleure affiche

En plus :
- Le prix Magnesie : Meilleur film étranger
- Le prix Sazka : Meilleur scénario non porté à l'écran
- Le prix de la critique
- Le prix des lecteurs du journal Premiere
- Le lion en peluche pour le plus mauvais film (remporté trois fois par la série Kameňák)
- Prix au box-office (Box Office Award)

## Palmarès

### Meilleur film
- 1994 - Šakalí léta de Jan Hřebejk
- 1995 - Merci pour chaque nouveau matin (Díky za každé nové ráno) de Milan Šteindler
- 1996 - Le Jardin (Záhrada) de Martin Šulík
- 1997 - Kolja de Jan Svěrák
- 1998 - Knoflíkáři de Petr Zelenka
- 1999 - Je třeba zabít Sekala de Vladimír Michálek
- 2000 - Návrat idiota de Saša Gedeon
- 2001 - Musíme si pomáhat de Jan Hřebejk
- 2002 - Otesánek de Jan Švankmajer
- 2003 - Rok ďábla de Petr Zelenka
- 2004 - Nuda v Brně de Vladimír Morávek
- 2005 - Horem pádem de Jan Hřebejk
- 2006 - Something Like Happiness (Štěstí) de Bohdan Sláma
- 2007 - Moi qui ai servi le roi d'Angleterre (Obsluhoval jsem anglického krále) de Jiří Menzel
- 2008 - Tajnosti d'Alice Nellis
- 2009 - The Karamazovs (en) (Karamazovi) de Petr Zelenka
- 2010 - Protektor de Marek Najbrt
- 2011 - Walking Too Fast (Pouta) de Radim Špaček
- 2012 - Flower Buds (Poupata) de Zdeněk Jiráský
- 2013 - In the Shadow (Ve stínu) de David Ondříček
- 2014 - Sacrifice (Hořící keř) d'Agnieszka Holland
- 2015 - Zaneta (The Way Out, Cesta ven) de Petr Václav
- 2016 - Kobry a užovky (The Snake Brothers) de Jan Prušinovský
- 2017 - Jan Masaryk, histoire d'une trahison (Masaryk / A Prominent Patient)[1]
- 2018 - Ice Mother (Bába z ledu) de Bohdan Sláma
- 2019 - Winter Flies (Všechno bude) de Olmo Omerzu
- 2020 - L'Oiseau bariolé (Nabarvené ptáče) de Václav Marhoul
- 2021 - Le Procès de l'herboriste (Šarlatán) d'Agnieszka Holland
- 2022 - Zátopek de David Ondříček

### Meilleur réalisateur
- 1993 : Jan Hřebejk  pour Big Beat (Šakalí léta)
- 1994 : Milan Šteindler  pour Díky za každé nové ráno
- 1995 : Martin Šulík  pour Le Jardin (Záhrada)
- 1996 : Jan Svěrák  pour Kolya (Kolja)
- 1997 : Petr Zelenka  pour Buttoners (Knoflíkáři)
- 1998 : Vladimír Michálek  pour Sekal Has to Die (Je třeba zabít Sekala)
- 1999 : Saša Gedeon  pour Idiot Returns (Návrat idiota)
- 2000 : Jan Hřebejk  pour Musíme si pomáhat (Musíme si pomáhat)
- 2001 : Jan Svěrák  pour Tmavomodrý svět (Tmavomodrý svět)
- 2002 : Petr Zelenka  pour Rok ďábla (Rok ďábla)
- 2003 : Vladimír Morávek  pour Boredom in Brno (Nuda v Brně)
- 2004 : Jan Hřebejk  pour Up and Down (Horem pádem)
- 2005 : Bohdan Sláma  pour Something Like Happiness (Štěstí)
- 2006 : Jiří Menzel  pour I Served the King of England (Obsluhoval jsem anglického krá)
- 2007 : Jan Svěrák  pour Les Bouteilles consignées (Vratné lahve)
- 2008 : Petr Zelenka  pour The Karamazovs (Karamazovi)
- 2009 : Marek Najbrt  pour Protector (Protektor)
- 2010 : Radim Špaček  pour Walking Too Fast (Pouta)
- 2011 : Zdeněk Jiráský  pour Flower Buds (Poupata)
- 2012 : David Ondříček  pour In the Shadow (Ve stínu)
- 2013 : Agnieszka Holland  pour Sacrifice (Hořící keř)
- 2014 : Petr Václav  pour Zaneta (Cesta ven)
- 2015 : Jan Prušinovský  pour The Snake Brothers (Kobry a užovky)
- 2016 : Julius Ševčík  pour Jan Masaryk, histoire d'une trahison (Masaryk)
- 2017 : Bohdan Sláma  pour Ice Mother (Bába z ledu)
- 2018 : Olmo Omerzu  pour Winter Flies (Všechno bude)
- 2019 : Václav Marhoul  pour L'Oiseau bariolé (Nabarvené ptáče)
- 2020 : Agnieszka Holland  pour Le Procès de l'herboriste (Šarlatán)
- 2021 : David Ondříček  pour Zátopek (Zátopek)

### Meilleur film en langue étrangère
- 1994 : Jurassic Park •  États-Unis

### Prix au box-office
- 1997 : Independence Day
- 1998 : Men in Black